# Томек, Отто
Отто Томек (нем. Otto Tomek; 10 февраля 1928, Вена — 18 февраля 2013, Шветцинген) — немецкий музыковед
, музыкальный критик и музыкальный продюсер австрийского происхождения, журналист, редактор.
Изучал историю и теорию музыки в Вене, в 1953 году защитил диссертацию по структурным особенностям музыки XVI—XVII веков, некоторое время работал в венском музыкальном издательстве Universal Edition. После 1957 г. жил и работал в Германии.
В 1957—1971 гг. руководил радиопрограммами современной академической музыки радиовещательной корпорации Westdeutscher Rundfunk в Кёльне. С 1963 года, помимо этого, осуществлял административное руководство вошедшей в состав корпорации Студии электронной музыки, взаимодействуя с её художественным руководителем Карлхайнцем Штокхаузеном. В 1971 г. занял пост руководителя музыкального вещания на радиостанции Südwestfunk со штаб-квартирой в Баден-Бадене; в том же году основал в составе этой корпорации Студию экспериментального вещания во Фрайбурге, в 1971—1974 гг. был также директором фестиваля Дни новой музыки в Донауэшингене. В 1977—1989 гг. руководитель музыкального вещания радиостанции Süddeutschen Rundfunk со штаб-квартирой в Штутгарте, а также директор музыкального фестиваля в Шветцингене. В 1967—1978 гг. один из соредакторов «Новой музыкальной газеты». В 1990 г. выступил одним из основателей отделения музыкальной радиожурналистики в Высшей школе музыки Карлсруэ.